# Draško Nenadić
Draško Nenadić (serbisch-kyrillisch Драшко Ненадић; * 15. Februar 1990 in Belgrad) ist ein serbischer Handballspieler.

## Vereinskarriere
Draško Nenadić spielte beim serbischen Erstligisten RK Roter Stern Belgrad, mit dem er 2008 die serbische Meisterschaft gewann.
2010 ging er in die spanische Liga Asobal, zunächst zum Fraikin BM Granollers und später zum BM Guadalajara.
Zur Saison 2013/14 wechselte der 2,02 Meter große Rückraumspieler zum deutschen Bundesligisten SG Flensburg-Handewitt, wo er einen Einjahresvertrag unterschrieb, der im Dezember 2013 um zwei Jahre bis 2016 verlängert wurde. Mit Flensburg gewann er 2014 die EHF Champions League und 2015 den DHB-Pokal. Zur Saison 2015/16 wechselte er zum Ligakonkurrenten HSV Hamburg. Von März 2017 bis zum Ende der Saison 2016/17 spielte er für die Füchse Berlin.
Im Januar 2018 nahm ihn der dänische Erstligist Bjerringbro-Silkeborg unter Vertrag. Zur Saison 2018/19 wechselte er zum slowenischen Erstligisten RK Celje.
Nenadić kehrte im September 2019 zum spanischen Erstligisten Fraikin BM Granollers zurück.
In der Saison 2020/21 stand er beim deutschen Bundesligisten HSC 2000 Coburg unter Vertrag.
Nachdem Nenadić anschließend vertragslos war, kehrte er im Oktober 2021 zum RK Roter Stern Belgrad zurück, wo er bis Januar 2025 aktiv war.
Seit Januar 2025 spielt er wieder in Spanien, beim Erstligisten Bada Huesca hat er einen bis 2027 gültigen Vertrag.
| Saison    | Verein                 | Spiele | Tore | 7-Meter | Feldtore |
| --------- | ---------------------- | ------ | ---- | ------- | -------- |
| 2013/14   | SG Flensburg-Handewitt | 28     | 74   | 0       | 74       |
| 2014/15   | SG Flensburg-Handewitt | 36     | 53   | 0       | 53       |
| 2016/17   | Füchse Berlin          | 11     | 4    | 0       | 4        |
| 2013–2017 | gesamt                 | 75     | 131  | 0       | 131      |

## Auswahlmannschaften
Draško Nenadić gehörte zum Aufgebot der serbischen Nationalmannschaft, so bei der Europameisterschaft 2014.

## Privates
Sein Bruder Petar Nenadić und sein Vater Velibor Nenadić waren ebenfalls Handballnationalspieler.